# 切雷索莱雷阿莱
切雷索莱雷阿莱是意大利北部皮埃蒙特大区都靈廣域市的一个市镇。总面积100平方公里，总人口164，人口密度1.6人/平方公里（2010年12月31日）。